# Parafia św. Józefa Rzemieślnika w Wawrowie
Parafia św. Józefa Rzemieślnika w Wawrowie – parafia rzymskokatolicka, terytorialnie i administracyjnie należąca do diecezji zielonogórsko-gorzowskiej, do dekanatu Gorzów Wielkopolski – Katedra. W parafii posługują księża diecezjalni.